# Berlin–Angermünde–Berlin 1951
Berlin–Angermünde–Berlin 1951 war die 3. Austragung des Eintagesrennens Berlin–Angermünde–Berlin. Es fand am 1. April über 155 Kilometer statt. Sieger wurde Rudi Fensl.

## Rennverlauf
Insgesamt starteten mehr als 800 Radrennfahrer altersklassenübergreifend, darunter die mehrzahl der Nationalmannschaftsfahrer der DDR. Am Start waren auch zahlreiche Fahrer aus West-Berlin. Ehrengast des Rennens war der Präsident des West-Berliner Radsportverbandes im Bund Deutscher Radfahrer. Start und Ziel lagen in der Dimitroffstraße. Nach 50 Kilometern waren die Vorgabefahrer eingeholt. Bei Bernau setzte sich Rudi Fensl von der Hauptgruppe ab und kam als Solist ins Ziel. Der Sieger von 1949 Kurt Plitt wurde 10. Mitfavorit Willy Irrgang kam auf den 13. Platz, Bernhard Trefflich wurde 15.

## Ergebnisse
|     | Fahrer           | Verein/Ort          | Zeit (h)       |
| --- | ---------------- | ------------------- | -------------- |
| 01. | Rudi Fensl       | SV Motor Chemnitz   | 4:01:13 h      |
| 02. | Hans Stoyke      | BRC Endspurt Berlin | + 0:59 Minuten |
| 03. | Willy Lepke      | SG Semper Berlin    | + 1:37 Minuten |
| 04. | Werner Fritzsche | BSG Motor Siegmar   | gl. Zeit       |
| 05. | Werner Weber     | SV Motor Chemnitz   | gl. Zeit       |
| 06. | Hans Gliese      | Potsdam             | gl. Zeit       |
| 0 … |                  |                     |                |